# Holonomia

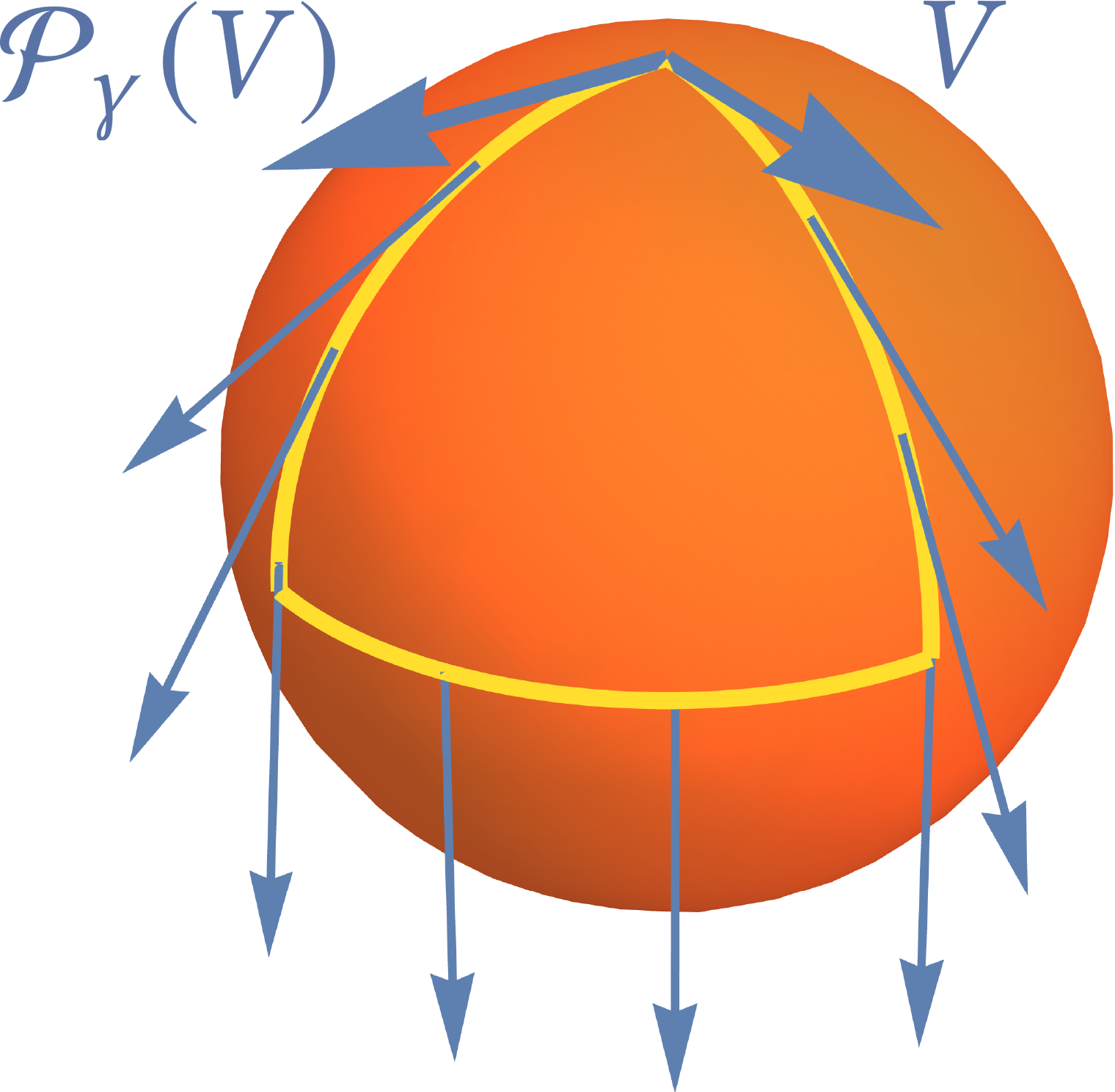
Holonomia

Na geometria diferencial, holonomia de uma conexão de uma variedade diferenciável é uma consequência geométrica geral da curvatura da conexão medindo a extensão à qual o transporte paralelo dos lacetes fechados do entorno não preservam os dados geométricos sendo transportados. Para conexões planas, a holonomia associada é do tipo monodromia, e é um conceito inerentemente global. Para conexões de curvas, apresenta características de holonomia não triviais locais e globais.
Qualquer tipo de conexão em uma variedade resulta, através dos seus mapas de transporte paralelos em alguma noção de holonomia. As formas mais comuns de holonomia são as conexões que têm algum tipo de simetria.